# Кордильера-Бетика
Кордилье́ра-Бе́тика, Андалу́сские го́ры (Андалу́зские го́ры, Бетские горы; исп. Cordilleras Béticas, Sistemas Béticos) — горная система в южной Испании, в восточной части провинции Андалусия.
Тянется вдоль Средиземноморского побережья страны на 600 километров от Гибралтара и Кадисского залива до Валенсийского залива. Горная система распадается на серию отдельных хребтов и массивов, расчлененных обширными и глубокими внутренними котловинами-грабенами, и поэтому давно и хорошо освоена. Самый высокий хребет системы — горы Сьерра-Невада. Вершина этого хребта, гора Муласен, имеет высоту 3478 метров. Это самая высокая точка полуостровной Испании и всего Пиренейского полуострова. Кордильера-Бетика вторая по высоте после Альп горная система Европы. В горах Кордильера-Бетика берёт начало одна из самых крупных рек Испании Гвадалквивир. У северного подножия Кордильеры-Бетики размещается обширная Андалузская равнина, сформированная в предгорном краевом прогибе.
Горные ландшафты Кордильеры-Бетики, расположены в самой жаркой части полуострова и получают намного меньше осадков, чем остальная часть Испании. В таких условиях важное значение имеет экспозиция склонов и барьерный эффект в распределении атмосферной влаги. Нижние участки склонов южной экспозиции, обращенных в сторону Средиземного моря, заняты сухими редколесьями из сосны алеппской, оливы дикой (Olea oleaster), дуба кермесового и степями. Эти сообщества поднимаются по склонам до высоты 750 метров. Выше они сменяются редкостойными лесами из дуба каменного и пихты испанской, к которым выше 1500 метров начинает примешиваться дуб пиренейский (Quercus pyrenaica). Около 1600 метров появляются сосновые древостои. Пояс субальпийского криволесья из можжевельников, дроков и лугов с овсяницей распространен выше 2000 метров.

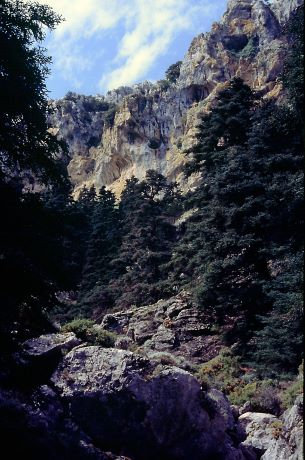
Пейзаж гор Кордильера-Бетика

В системе выделяют четыре основных хребта:
- Кордильера-Пенибетика (исп. Cordillera Penibética) — Андалусия
- Сурко-Интрабетико (исп. Surco Intrabético) — Андалусия
- Кордильера-Суббетика (исп. Cordillera Subbética) — Андалусия, Гибралтар, Мурсия, Валенсия
- Кордильера-Пребетика (исп. Cordillera Prebética) — Андалусия, Мурсия, Валенсия